# قارچ مقدس و صلیب
قارچ مقدس و صلیب: بررسی ماهیت و ریشه‌های مسیحیت در آیین‌های باروری خاور نزدیک باستان (به انگلیسی: The Sacred Mushroom and the Cross) یک کتاب در مورد زبانشناسی اوایل مسیحیت و فرقه‌های باروری در خاور نزدیک باستان است که توسط جان مارکو آلگرو (۱۹۲۳–۱۹۸۸) نوشته شده‌است.

## نظریه‌ها
این کتاب توسعهٔ زبان را به توسعه افسانه‌ها، آیین‌ها و شیوه‌های کیش در فرهنگ‌های جهانی مربوط می‌کند. آلگرو نقاشی دیواری نمازخانهٔ پلانکورو در فرانسه را اینطور تعبیر می‌کند که تصویری دقیق از خوردن قارچ آمانیتا موسکاریا را به عنوان آیین سپاسگزاری در تشریفات مذهبی نشان می‌دهد. از اين‌رو، وی از طریق ریشه‌شناسی استدلال می‌کند که ریشه مسیحیت و بسیاری از ادیان دیگر در آیین‌های باروری نهفته‌ است و شیوه‌های فرقه، مانند خوردن گیاهان روانگردان برای درک ذهن خدا، تا اوایل پس از میلاد ادامه داشته و برای میزان نامشخصی تا سده ۱۳ ادامه داشت که در سده ۱۸ و اواسط سده ۲۰ میلادی نیز تکرار شده‌است. آلگرو استدلال کرد که عیسی هرگز به عنوان یک شخصیت تاریخی وجود نداشته و آفریده اسطوره‌ای مسیحیان اولیه تحت تأثیر عصاره‌های قارچ روانگردان مانند سیلوسایبین است.
ادعاهای وی به دلیل نظریه غیرمتعارف آلگرو اغلب مورد تمسخر و تحقیر قرار گرفته‌است؛ طوری که مجله تایم در مقاله‌ای با عنوان «عیسی به عنوان قارچ» عنوان کرد:
از نظر برخی از دانشمندان کتاب مقدس در انگلیس، این کتاب جدید همانند هجوم روانگردان یک کیست مذهبی هیپی است. برای دیگران، این صرفاً یک حقه بازی‌ عجیب بود. یکی آن را به مانند خواندن «کابوس اروتیک یک فیلسوف سامی.» توصیف کرد.

## واکنش
این کتاب به عنوان «بدنام» و «یکی از عجیب‌ترین کتاب‌های منتشر شده با موضوع دین و داروسازی» توصیف شده‌است. چنان‌که در هنگام انتشار در سال ۱۹۷۰ موجب یک هیجان رسانه‌ای شد. این امر باعث شد تا ناشر به دلیل صدور آن عذرخواهی کند و مجبور به استعفا از سمت دانشگاه خود شود. جودیت آن براون اظهار داشت که «خواندن و خلاصه کردن این کتاب دشوار است، زیرا وی از سرنخ‌هایی پیروی می‌کند که فرهنگ‌های مختلف را متقاطع کرده و به شبکه‌های چند لایه‌ای منجر می‌شود». مارک هال می‌نویسد که آلگرو طومارها را پیشنهاد می‌کند اما ثابت می‌کند که یک عیسی تاریخی هرگز وجود نداشته‌است. فیلیپ جنکینز می‌نویسد که آلگرو دانشمندی عجیب و غریب بود که به متونی اعتماد می‌کرد که به همان شکلی که استناد می‌کرد وجود نداشت و کتاب «قارچ مقدس و صلیب» را «احتمالاً مضحک‌ترین کتاب در مورد عیسی توسط یک دانشگاهی علمی» می‌نامد.

## تجدید نظر
برخی مطالعات در مورد کارهای آلگرو شواهد ادعایی جدیدی ارائه داده و منجر به فراخوانی مجدد نظریه‌های وی توسط جریان اصلی شده‌است. در نوامبر ۲۰۰۹، قارچ مقدس و صلیب در چهلمین سالگرد انتشار با ضمیمه ۳۰ صفحه توسط پروفسور کارل روک از دانشگاه بوستون تجدید چاپ شد. بیان مفصل‌تری از بینش آلگرو در مورد مسیحیت اولیه و اکتشافات وی در مورد طومارهای دریای مرده در کتاب ۱۹۷۹ طومارهای دریای مرده و افسانه مسیحی منتشر شد.
طرفداران سایکدلیا اخیرا کار آلگرو را کاری تجربی شناخته و در نظر گرفته‌اند؛ چنان‌که ترنس مک کنا در یک سخنرانی زنده در دهه ۱۹۹۰ میلادی، ادعاهای آلگرو در مورد اینکه قارچ روانگردان به عشای ربانی تشبیه دارد را مطرح کرده و در مورد آن صحبت کرد.

## واژه‌نامه
1. ↑  The Sacred Mushroom and the Cross: A Study of the Nature and Origins of Christianity Within the Fertility Cults of the Ancient Near East

## برای مطالعهٔ بیشتر
- جان سی کینگ، نمایی مسیحی از افسانه قارچ (Hodder & Stoughton، ۱۹۷۰)شابک ‎۹۷۸–۰۳۴۰۱۲۵۹۷۷